# Руснаци в Туркменистан
Броят на руснаците в Туркменистан е между 100 и 150 000 души, като числеността им е намаляла в пъти в сравнение през 1990 година, когато са били около 550 000 души. Това се дължи предимно на огромния брой напускащи страната, поради процесите на дискриминация, и най-вече от лошото икономическо състояние сред руснаците.